# Лінія Пантера-Вотан

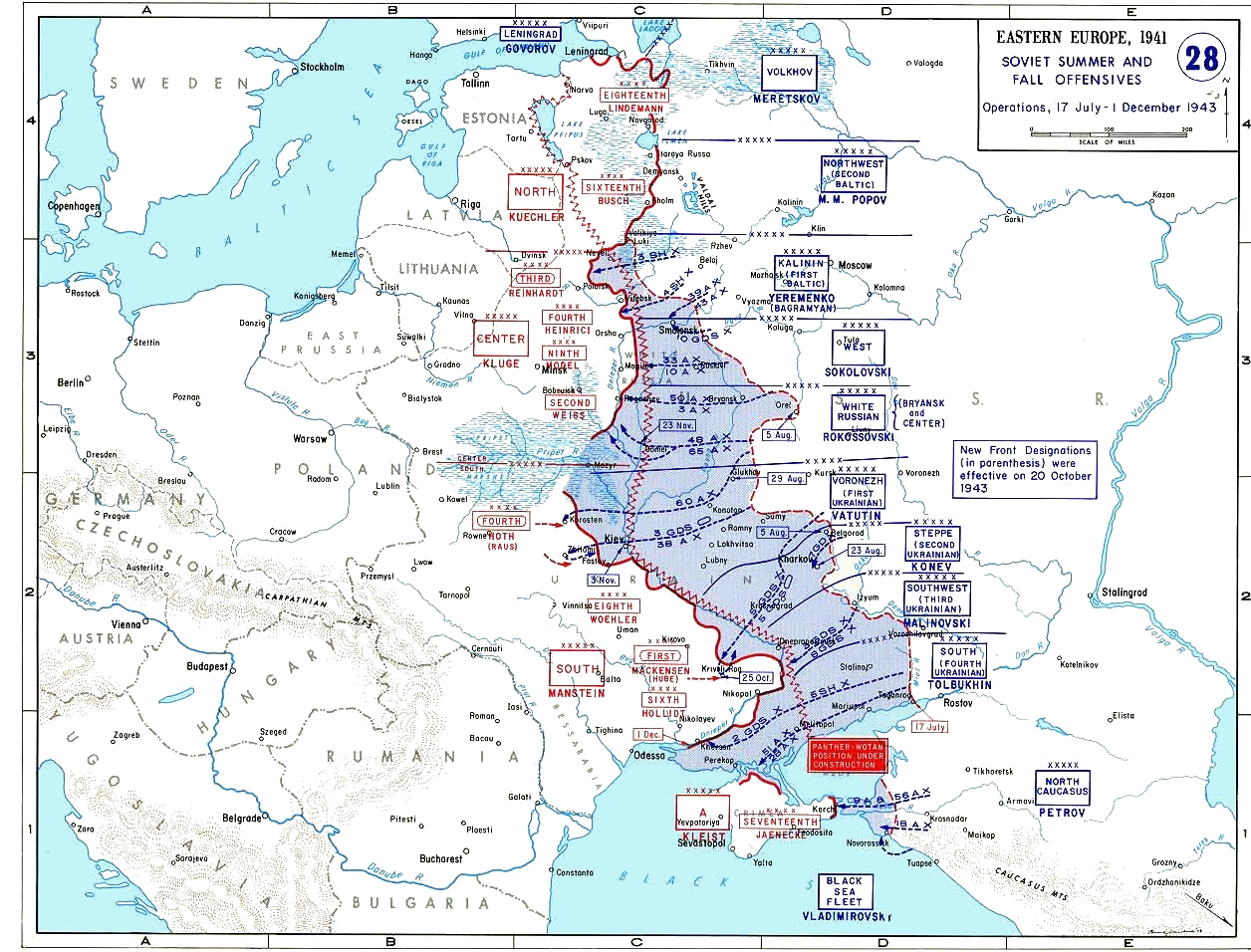
Карта Східного фронту в 1943 році, де червоною зигзагоподібною лінією показано лінію Пaнтера-Вотан

Лінія Пантера—Вотан (нім. Panther-Stellung), або Східний вал (нім. Ostwall)  — оборонна лінія, частково збудована німецько-нацистськими військами у 1943 році на Східному фронті. Перша частина назви пов'язується з короткою північною ділянкою між Чудським озером та Балтійським морем побіля Нарви, друга — з давньогерманським богом. 
Проходила вздовж усього Східного фронту, мала на меті служити німецьким групам армій тиловим рубежем. Попри це її не змогли вибудувати за такий короткий проміжок часу, тому вона складалася майже виключно з польових укріплень. До літа 1944 Червона Армія глибоко прорвала лінію Пантера-Вотан по всій її довжині.

## Передісторія
Вже навесні 1943 року Генеральний штаб німецької армії закликав до будівництва далеких позицій. Однак Гітлер опирався цьому і схвалив лише побудову проміжних позицій за кілька кілометрів від лінії фронту. Гітлер стверджував, що саме існування такої розлогої лінії оборони заохочуватиме солдатів до відступу від фактичної лінії фронту. Крім того, Гітлер був проти цього ще й з ідеологічних міркувань. війна проти Радянського Союзу була загарбницькою війною. Відступи, будівництво тилових оборонних позицій і все, що зводилося до суто оборонної війни на Сході просто не вкладалося у визначену Гітлером концепцію.
Після Курської битви і розгортання услід за цим радянських контрнаступів у липні і серпні 1943 року (Орловська операція / Бєлгородсько-Харківська операція) спорудження розгалуженої лінії оборони, яку могли б захистити обмежені наявні сили, більше не можна було відкладати. 12 серпня 1943 Гітлер видав свій наказ № 10 щодо негайної побудови Східного валу.

## Мета
Адольф Гітлер сподівався повторити успіх лінії Гінденбурга на Західному фронті Першої світової війни, що дозволило б німцям скоротити їхню лінію фронту і вивільнити багато військ для бойових дій в інших місцях. На той час вермахт вже не був здатен розгорнути вирішальний стратегічний наступ проти Червоної Армії, тому замість цього Гітлер хотів остаточно зупинити просування радянських військ, перш ніж союзницькі війська на заході стануть серйозною загрозою.
Лінією Пантера-Вотан Гітлер виказав бажання повернутися до війни на виснаження, поширеного явища під час Першої світової війни. Наказ Гітлера будувати лінію в серпні 1943 року після битви на Курській дузі і виголошеної 18 лютого 1943 року промови Йозефа Геббельса про «тотальну війну» вказував на відмову Гітлера від бліцкригу та його мовчазне визнання того, що вермахт вже не в змозі розгортати масштабні наступальні операції проти Червоної Армії. Гітлер надіявся «знекровити» збройні сили СРСР на цій лінії у спосіб, подібний до окопної війни, яка спостерігалася на Західному фронті. Він сподівався, що СРСР, який зазнав страхітливих втрат упродовж 1941–1942 років через успішний наступ вермахту в ході бліцкригу, спіткає така сама доля і у випадку з потужною оборонною лінією. Проте цей задум зазнав повного провалу.

## Планування
Більшість лінії проходила вздовж Дніпра, від місця дещо на захід від Смоленська і до Чорного моря. Гітлер заявив своїм генералам у вересні 1943 року, що Дніпровська оборонна лінія мала стати останнім бар'єром проти більшовизму. Лінія відхилялася від берега Дніпра тільки там, де яка-небудь значна притока створювала подібні оборонні можливості, і на півдні, де Дніпро вигинався на захід (західна частина Дніпропетровської області), та не забезпечувала захисту Перекопського перешийку, що зв'язував Крим із материком. На півночі, лінія повинна була пройти приблизно від Вітебська до Пскова, де потім би пролягала західним берегом Чудського озера до витоку річки Нарва і вздовж останньої до Балтійського моря біля Нарви.
Коли 11 серпня 1943 наказ про будівництво було підписано, гітлерівська армія займала позиції за сотні кілометрів на схід від пропонованої оборонної лінії, здебільшого, вздовж Дінця на півдні і вздовж лінії приблизно від Смоленська до Ленінграда на півночі. Відступ до лінії Пантера-Вотан означав відмову від значних радянських територій, у тому числі таких великих міст, як Смоленськ і Харків, враховуючи, що останній тільки недавно було відвойовано в ході Харківської наступальної операції, а також менших міст, включаючи Холм, Новгород, Орел і Брянськ. Крім того, довелося б відмовитися від облоги Ленінграда.
Будматеріалів для спорудження цієї лінії не вистачало, проте Гітлер був переконаний, що самих річкових перешкод (насамперед, крутий берег Дніпра) було б досить, щоб надати їй достатньої міцності.

## Побудова і критика
Через три дні після віддання наказу № 10, 15 серпня 1943, головнокомандувач Військово-морського флоту Третього Райху Карл Деніц (1891-1980) висловив сумнів у доцільності відходу на ці тилові позиції. Командування нацистських військово-повітряних сил також піддало це критиці. 21 серпня оперативний штаб вермахту висловив свою стурбованість у доповідній записці: Люфтваффе не змогло б досягати таких цілей, як Грозний, Саратов і Горький, тоді як радянські літаки могли б долітати до Верхньої Сілезії і Берліна. Матеріальне постачання Криму, який тоді був би відрізаним, не могло б забезпечуватися силами німецького ВМФ. Взагалі здача територій біля Чорного моря мала б негативний вплив на таких союзників Райху як Румунія і Болгарія, а також на позицію Туреччини. Покинення Донбасу знову ж таки означало би втрату таких воєнно-економічних ресурсів, як сировина і продовольство. На північному відрізку відсування фронту назад справило б негативний вплив на становище Фінляндії і Швеції. Це також призвело б до обмеження можливості бойової підготовки підводників, експлуатації естонського родовища горючих сланців і транспортування військ на Балтійському морі. Тому Гітлер неохоче давав дозвіл на відхід до лінії Пантера–Вотан.
Попри це, 8 вересня 1943 розпочалося будівництво лінії. На нього тільки в зоні групи армій «Північ» було зігнано понад 50 000 робітників, здебільшого цивільного населення, споруджено близько 6000 польових укріплень (з яких 800 бетонних бункерів), прокладено 180 км колючого дроту і вирито більш ніж 30 км протитанкових ровів.
У листопаді і грудні 1943 щодня прибувало 100 товарних вагонів із будівельним матеріалом. Коли у вересні 1943 року та група армій почала планувати відступ на цю лінію, вона брала в розрахунок, що на тій території, яку потім довелося б віддати, проживало близько 900 000 осіб, які б могли бути потім призвані в Червону Армію. З таких міркувань невдовзі почалася депортація придатного до військової служби чоловічого населення до Литви і Латвії. Цей примусовий захід охопив близько 250 тисяч чоловіків.

## Оборона
Впевненість в ефективності лінії в середовищі групи армій «Північ» і у її командувача генерала Кюхлера була слабка, що вилилося у відмову називати її оборонною через побоювання, що це може вселити хибну надію серед його війська у її силу. Коли 15 вересня 1943 було віддано наказ про загальний відступ і група армій «Південь» Манштайна розпочала відхід на цю лінію, то та була завершена тільки частково. Червона Армія відразу спробувала прорвати цю лінію, щоб не дати часу ОКХ спланувати довгострокову оборону, тому розпочала Нижньодніпровську стратегічну наступальну операцію (26 вересня 1943 — 20 грудня 1943) на відрізку фронту завдовжки 300 кілометрів. Лінія була особливо слабкою в ділянці на північ від Чорного моря, що дозволило Південному фронту прорвати її з відносною легкістю, тим самим відрізавши німецьку 17-ту армію на Кримському півострові від її можливого шляху відступу на материк. Втрати Червоної Армії обраховувалися у 173 201 безповоротних втрат і 581 191 хворих та поранених (загалом 754392 осіб). Станом на 1 грудня всю лінію від Великих Лук на півночі до Чорного моря на півдні було прорвано, при цьому лінію на північ від Великих Лук планувальники Ставки ВГК проігнорували, припускаючи, що її і так буде покинуто під загрозою оточення.
Єдиним відрізком лінії, що залишався у володінні вермахту після 1943 року, була крайня північна частина — лінія Пантера між Чудським озером і Балтійським морем під Нарвою. Ця невеличка ділянка лінії піддавалася атакам під час Нарвської битви з тим результатом, що Балтія і Фінська затока залишилися в руках німців і в 1944 році.